# Kärrtofsskivling
Kärrtofsskivling (Pholiota henningsii) är en svampart som först beskrevs av Giacopo Bresàdola, och fick sitt nu gällande namn av Peter D. Orton 1960. Kärrtofsskivling ingår i släktet tofsskivlingar och familjen Strophariaceae.  Arten är reproducerande i Sverige. Inga underarter finns listade i Catalogue of Life.